# Situmeang Hasundutan
Situmeang Hasundutan is een bestuurslaag in het regentschap Tapanuli Utara van de provincie Noord-Sumatra, Indonesië. Situmeang Hasundutan telt 1455 inwoners (volkstelling 2010).